# Nagato (ville)
Pour les articles homonymes, voir Nagato.
Nagato (長門市, Nagato-shi) est une municipalité ayant le statut de ville dans la préfecture de Yamaguchi, au Japon.

## Géographie

### Situation
Nagato est située dans le nord-ouest de la préfecture de Yamaguchi. La ville est bordée par la mer du Japon au nord.

### Démographie
Fin décembre 2018, la population de Nagato était de 33 858 habitants, répartis sur une superficie de 357,31 km2.

## Histoire
La ville moderne de Nagato a été fondée le 22 mars 2005 de la fusion des anciens bourgs de Heki, Misumi et Yuya.

## Transports
Nagato est desservie par les lignes San'in et Mine de la JR West. La gare de Nagatoshi est la principale gare de la ville.

## Personnalités liées à la ville
- Misuzu Kaneko (1903-1930), poétesse et écrivaine
- Shinzō Abe (1954-2022), Premier ministre
- Shigeru Aburaya (en) (né en 1977), coureur de fond